# Lorne Campbell (hockey sur glace)
Pour les articles homonymes, voir Lorne Campbell et Campbell.
Lorne Douglas Campbell (né le 8 octobre 1879 à Montréal, dans la province de Québec au Canada - mort le 6 mai 1957 dans l'État de la Pennsylvanie aux États-Unis) est un joueur professionnel québécois de hockey sur glace.

## Carrière en club
En 1901, il passe professionnel avec les Bankers de Pittsburgh dans la WPHL.

## Statistiques
| Saison      | Équipe                      | Ligue       |    | Saison régulière | Saison régulière | Saison régulière | Saison régulière | Saison régulière |   | Séries éliminatoires | Séries éliminatoires | Séries éliminatoires | Séries éliminatoires | Séries éliminatoires |
| Saison      | Équipe                      | Ligue       | PJ | B                | A                | Pts              | Pun              | PJ               | B | A                    | Pts                  | Pun                  |                      |                      |
| 1901-1902   | Bankers de Pittsburgh       | WPHL        | 13 | 6                | 6                | 12               | 19               | -                | - | -                    | -                    | -                    |                      |                      |
| 1902-1903   | Bankers de Pittsburgh       | WPHL        | 14 | 14               | 8                | 22               | 32               | 4                | 4 | 1                    | 5                    | 4                    |                      |                      |
| 1903-1904   | Bankers de Pittsburgh       | WPHL        | 15 | 21               | 8                | 29               | 25               | 2                | 5 | 2                    | 7                    | 0                    |                      |                      |
| 1904-1905   | Professionals de Pittsburgh | LIH         | 24 | 29               | 0                | 29               | 9                | -                | - | -                    | -                    | -                    |                      |                      |
| 1904-1905   | Portage Lakes Hockey Club   | LIH         | 4  | 6                | 0                | 6                | 0                | -                | - | -                    | -                    | -                    |                      |                      |
| 1905-1906   | Professionals de Pittsburgh | LIH         | 24 | 35               | 0                | 35               | 28               | -                | - | -                    | -                    | -                    |                      |                      |
| 1905-1906   | Calumet-Larium Miners       | LIH         | 1  | 3                | 0                | 3                | 1                | -                | - | -                    | -                    | -                    |                      |                      |
| 1906-1907   | Professionals de Pittsburgh | LIH         | 24 | 35               | 25               | 60               | 40               | -                | - | -                    | -                    | -                    |                      |                      |
| 1907-1908   | Maple Leafs de Winnipeg     | MPHL        | 15 | 29               | 0                | 29               | 0                | 2                | 0 | 0                    | 0                    | 25                   |                      |                      |
| 1908-1909   | Strathconas de Winnipeg     | WPHL        | 1  | 0                | 0                | 0                | 0                | -                | - | -                    | -                    | -                    |                      |                      |
| 1908-1909   | Professionals de Pittsburgh | WPHL        | 14 | 11               | 0                | 11               | 0                | -                | - | -                    | -                    | -                    |                      |                      |
| 1910        | Silver Kings de Cobalt      | ANH         | 5  | 6                | 0                | 6                | 36               | -                | - | -                    | -                    | -                    |                      |                      |
| Totaux WPHL | Totaux WPHL                 | Totaux WPHL | 56 | 52               | 22               | 74               | 76               | 6                | 9 | 3                    | 12                   | 4                    |                      |                      |
| Totaux LIH  | Totaux LIH                  | Totaux LIH  | 77 | 108              | 25               | 133              | 78               | -                | - | -                    | -                    | -                    |                      |                      |
| Totaux ANH  | Totaux ANH                  | Totaux ANH  | 5  | 6                | 0                | 6                | 36               | -                | - | -                    | -                    | -                    |                      |                      |

## Trophées et distinctions

### Western Pennsylvania Hockey League
- 1902-1903 : nommé dans la 1re équipe d'étoiles.

- 1903-1904 : nommé dans la 1re équipe d'étoiles.

### LIH (1904-1907)
- 1905-1906 : nommé dans la 2e équipe d'étoiles.

- 1906-1907 : nommé dans la 1re équipe d'étoiles.